# Les Failles (album)
Pour les articles homonymes, voir Les Failles.
Albums de Pomme
À peu près
(2017) Consolation
(2022)
Singles
1. Je sais pas danser
Sortie : 30 août 2019
2. Anxiété
Sortie : 27 septembre 2019

Les Failles est le deuxième album studio de la chanteuse française Pomme. Il est sorti le 1er novembre 2019 chez Polydor Records. 
L'album est produit par Pomme et Albin de la Simone et les paroles sont toutes écrites par Pomme.

## Promotion
Pomme présente Les Failles dans l'émission de radio Popopop sur France Inter, le 29 octobre 2019. Elle interprète la chanson Je sais pas danser. Durant l'émission, Pomme annonce une tournée dans toute la France à partir de janvier 2020. 
Le premier single de l'album sort le 30 août et s'intitule Je sais pas danser. Il est suivi par Anxiété un mois plus tard.

## Critiques
L'album Les Failles a reçu les éloges de la critique. Sylvain Cormier, du quotidien d'information Le Devoir, a dit : « Ce deuxième album de la plus québécoise des Lyonnaises est d’une sobre élégance, d'un goût exquis dans la retenue. » Camille Locatelli, du webzine culturel Addict Culture, a déclaré que l'album est une « sorte de journal intime sensible qu'elle dévoile avec pudeur et poésie », ajoutant que « c'est un intrigant mélange entre chanson française et folk rêveuse », et a conclu que « Les Failles est un bijou brûlant de vérité, à écouter au coin du feu ou dans le noir. Parfait pour bercer votre automne, donc. »
L'album est récompensé album révélation de l'année lors de la 35e cérémonie des Victoires de la musique.

## Liste des titres

### Les Failles
Toutes les chansons sont écrites et composées par Pomme.
| 1.    | Anxiété                         | 3:51 |
| 2.    | Je sais pas danser              | 2:18 |
| 3.    | Grandiose                       | 3:16 |
| 4.    | Les Séquoias                    | 3:14 |
| 5.    | Les Oiseaux                     | 3:16 |
| 6.    | Pourquoi la mort te fait peur ? | 3:36 |
| 7.    | La Lumière                      | 3:43 |
| 8.    | Soleil, soleil                  | 2:37 |
| 9.    | Saphir                          | 2:40 |
| 10.   | Une minute                      | 4:08 |
| 11.   | Chapelle                        | 2:50 |
| 35:29 |                                 |      |

### Les Failles cachées
Version augmentée de l'album sortie le 14 février 2020.
Toutes les chansons sont écrites et composées par Pomme.
| 1.    | Anxiété                         | 3:51 |
| 2.    | Je sais pas danser              | 2:18 |
| 3.    | Grandiose                       | 3:16 |
| 4.    | Les Séquoias                    | 3:14 |
| 5.    | Les Oiseaux                     | 3:16 |
| 6.    | 1996                            | 4:21 |
| 7.    | Les Cours d'eau                 | 3:01 |
| 8.    | Les Cours d'eau (solo)          | 2:58 |
| 9.    | Vide                            | 2:22 |
| 10.   | Sorcières (avec Klô Pelgag)     | 3:58 |
| 11.   | Pourquoi la mort te fait peur ? | 3:36 |
| 12.   | La Lumière                      | 3:43 |
| 13.   | Soleil, soleil                  | 2:37 |
| 14.   | Saphir                          | 2:40 |
| 15.   | Une minute                      | 4:08 |
| 16.   | Chapelle                        | 2:50 |
| 52:00 |                                 |      |

### Les Failles cachées (Halloween version)
Version augmentée de l'album sortie le 30 octobre 2020.Toutes les chansons sont écrites et composées par Pomme.
| 1.      | Anxiété                           | 3:51 |
| 2.      | Je sais pas danser                | 2:18 |
| 3.      | Grandiose                         | 3:16 |
| 4.      | Les Séquoias                      | 3:14 |
| 5.      | Les Oiseaux                       | 3:16 |
| 6.      | 1996                              | 4:21 |
| 7.      | Les Cours d'eau                   | 3:01 |
| 8.      | Les Cours d'eau (solo)            | 2:58 |
| 9.      | Vide                              | 2:22 |
| 10.     | Sorcières (avec Klô Pelgag)       | 3:58 |
| 11.     | Pourquoi la mort te fait peur ?   | 3:36 |
| 12.     | La Lumière                        | 3:43 |
| 13.     | Soleil, soleil                    | 2:37 |
| 14.     | Saphir                            | 2:40 |
| 15.     | Une minute                        | 4:08 |
| 16.     | Chapelle                          | 2:50 |
| 17.     | Magie bleue (avec Flavien Berger) | 7:45 |
| 18.     | Chanson for my depressed love     | 3:09 |
| 19.     | Comme tu dis                      | 4:02 |
| 1:07:00 |                                   |      |

## Participants
Crédits adaptés à partir des notes de l'album Les Failles, .
Musiciens
- Pomme - chant, arrangements, piano (pistes 1et 3), guitare acoustique (pistes 2, 4, 6, 8 et 10), synthétiseur (piste 9)
- François Poggio - guitare (piste 1), guitare électrique (toutes les pistes sauf 5, 9 et 11)
- Albin de la Simone - arrangements, programmation de batterie (piste 1), programmation de synthétiseur (pistes 1 et 3), synthétiseur (pistes 4, 7 et 8), guitare basse (pistes 2 et 6), piano (pistes 2, 6, 7 et 10), orgue (pistes 6 et 7)
- Raphael Chassin - batterie (pistes 1 et 4), percussion (pistes 2, 3, 6, 7, 8 et 10)
- Renée Largeron - chant (piste 10)

Conception
- Ambivalently Yours - illustration, graphisme

Production
- Albin de la Simone - production
- Pomme - production
- Ghyslain-Luc Lavigne - mixage, ingénierie

Enregistrement
- Enregistré dans un studio personnel

## Classements
| Classement (2019-20)         | Meilleure position |
| ---------------------------- | ------------------ |
| Belgique (Wallonie Ultratop) | 24                 |
| France (SNEP)                | 10                 |
| Suisse (Schweizer Hitparade) | 87                 |